# Lepidapedon elongatum
Lepidapedon elongatum är en plattmaskart. Lepidapedon elongatum ingår i släktet Lepidapedon och familjen Lepocreadiidae. Inga underarter finns listade i Catalogue of Life.